# Heodes granadensis
Heodes granadensis är en fjärilsart som beskrevs av Ribbe 1905. Heodes granadensis ingår i släktet Heodes och familjen juvelvingar. Inga underarter finns listade i Catalogue of Life.